# Litouwen op de Olympische Zomerspelen 1992
Litouwen nam deel aan de Olympische Zomerspelen 1992 in Barcelona, Spanje. Het was de derde deelname van de Baltische republiek aan de Olympische Zomerspelen en de eerste sinds de ontmanteling van de Sovjet-Unie.

## Medailleoverzicht
| Sport     | Olympiër | Onderdeel       | Medaille |
| --------- | --- | --------------- | -------- |
| Atletiek  | Romas Ubartas | speerwerpen (m) | Goud     |
| Basketbal | Romanas Brazdauskis Valdemaras Chomičius Darius Dimavičius Gintaras Einikis Sergėjus Jovaiša Artūras Karnišovas Gintaras Krapikas Rimas Kurtinaitis Šarūnas Marčiulionis Alvydas Pazdrazdis Arvydas Sabonis Arūnas Visockas | mannen          | Brons    |

## Deelnemers en resultaten

### Atletiek
| Olympiër             | Discipline            | Resultaat | Prestatie                                             |
| -------------------- | --------------------- | --------- | ----------------------------------------------------- |
| Viktoras Meškauskas  | 20km snelwandelen (m) | 26e       | 1:33.24                                               |
| Vaclavas Kidykas     | discuswerpen (m)      | 15e       | kwalificatie: 15de met 59,96m                         |
| Romas Ubartas        | discuswerpen (m)      | Goud      | kwalificatie: 1ste met 66,08m finale: 1ste met 65,12m |
| Benjaminas Viluckis  | kogelslingeren (m)    | 21e       | kwalificatie: 21ste met 70,54m                        |
|                      |                       |           |                                                       |
| Nijolė Medvedeva     | verspringen (v)       | DSQ       | kwalificatie groep B: gediskwalificeerd               |
| Nelė Savickytė       | hoogspringen (v)      | 20e       | kwalificatie groep B: 12de met 1,90m                  |
| Teresė Nekrošaitė    | speerwerpen (v)       | 18e       | kwalificatie groep B: 9de met 58,28m                  |
| Remigija Nazarovienè | zevenkamp (v)         | 14e       | 6142 punten                                           |

### Basketbal
| Olympiër | Discipline | Resultaat | Prestatie |
| --- | ---------- | --------- | --- |
| Romanas Brazdauskis Valdemaras Chomičius Darius Dimavičius Gintaras Einikis Sergėjus Jovaiša Artūras Karnišovas Gintaras Krapikas Rimas Kurtinaitis Šarūnas Marčiulionis Alvydas Pazdrazdis Arvydas Sabonis Arūnas Visockas | mannen     | Brons     | groep B: 2de W van China: 112-75 W van Venezuela: 87-79 W van Puerto Rico: 104-91 V van Gezamenlijk team: 80-92 W van Australië: 98-87 kwartfinale: W van Brazilië: 114-96 halve finale: V van Verenigde Staten: 76-127 bronzen finale: W van Gezamenlijk team: 82-78 |

| Groep B |                  |             |             |             |            |            |            |        |
| #       | Land             | Wedstrijden | Wedstrijden | Wedstrijden | Doelpunten | Doelpunten | Doelpunten | Punten |
| #       | Land             | G           | W           | V           | V          | T          | Saldo      | Punten |
| 1       | Gezamenlijk team | 5           | 4           | 1           | 425        | 373        | +52        | 9      |
| 2       | Litouwen         | 5           | 4           | 1           | 481        | 424        | +57        | 9      |
| 3       | Australië        | 5           | 3           | 2           | 432        | 396        | +36        | 8      |
| 4       | Puerto Rico      | 5           | 3           | 2           | 445        | 440        | +5         | 8      |
| 5       | Venezuela        | 5           | 1           | 4           | 392        | 427        | −35        | 6      |
| 6       | China            | 5           | 0           | 5           | 381        | 496        | −115       | 5      |

| Ronde          | Datum     | Plaats           | Land   | Score            | Land |
| -------------- | --------- | ---------------- | ------ | ---------------- | ---- |
| Groepsfase     |           |                  |        |                  |      |
| 26 juli        | Barcelona | China            | 75-112 | Litouwen         |      |
| 27 juli        | Barcelona | Venezuela        | 79-87  | Litouwen         |      |
| 29 juli        | Barcelona | Litouwen         | 104-91 | Puerto Rico      |      |
| 31 juli        | Barcelona | Litouwen         | 80-92  | Gezamenlijk team |      |
| 2 augustus     | Barcelona | Australië        | 87-98  | Litouwen         |      |
| Kwartfinale    |           |                  |        |                  |      |
| 4 augustus     | Barcelona | Litouwen         | 114-96 | Brazilië         |      |
| Halve finale   |           |                  |        |                  |      |
| 6 augustus     | Barcelona | China            | 76-127 | Verenigde Staten |      |
| Bronzen finale |           |                  |        |                  |      |
| 8 augustus     | Barcelona | Gezamenlijk team | 78-82  | Litouwen         |      |

### Boksen
| Olympiër                | Discipline | Resultaat | Prestatie |
| ----------------------- | ---------- | --------- | --- |
| Vitalijus Karpačiauskas | -67kg (m)  | 5e        | 1ste ronde: W van EUN Piestrayev: 9-4 2de ronde: W van USA Reilly: 16-5 kwartfinale: V van THA Chenglai: 6-9            |
| Leonidas Maleckis       | -71kg (m)  | 9e        | 1ste ronde: W van EGY Salem: 13-6 2de ronde: V van GBR Reid: 3-10                                                       |
| Vidas Markevičius       | -91kg (m)  | 17e       | 1ste ronde: V van EUN Chudinov: 3-7                                                                                     |
| Gytis Juškevičius       | +91kg (m)  | 5e        | 1ste ronde: vrij 2de ronde: W van KEN Anyim: scheidsrechterlijke beslissing kwartfinale: V van NGR Igbineghu: knock-out |

### Judo
| Olympiër     | Discipline | Resultaat | Prestatie                                                                            |
| ------------ | ---------- | --------- | ------------------------------------------------------------------------------------ |
| Vladas Burba | -95kg (m)  | 13e       | 1ste ronde: vrij 2de ronde: V van NED Meijer: koka herkansingen: V van JPN Kai: koka |

### Kanovaren
| Olympiër      | Discipline    | Resultaat | Prestatie                                                                                                  |
| ------------- | ------------- | --------- | --- |
| Artūras Vieta | K-1 500m (m)  | 9e        | serie 4: 3de in 1.41,96 herkansingen: 2de in 1.41,04 halve finale 2: 3de in 1.42,09 finale: 9de in 1.42,34 |
| Artūras Vieta | K-1 1000m (m) | 9e        | serie 1: 2de in 3.40,81 halve finale 2: 4de in 3.37,54 finale: 9de in 3.46,92                              |

### Moderne vijfkamp
| Olympiër                                                 | Discipline | Resultaat | Prestatie    |
| -------------------------------------------------------- | ---------- | --------- | ------------ |
| Vladimiras Močialovas                                    | mannen     | 51e       | 4805 punten  |
| Tomas Narkus                                             | mannen     | 62e       | 4281 punten  |
| Gintaras Staškevičius                                    | mannen     | 15e       | 5234 punten  |
| Vladimiras Močialovas Tomas Narkus Gintaras Staškevičius | team (m)   | 15e       | 14320 punten |

### Roeien
| Olympiër                                            | Discipline      | Resultaat | Prestatie |
| --------------------------------------------------- | --------------- | --------- | --- |
| Ričardas Bukys Zigmantas Gudauskas                  | twee-zonder (m) | 17e       | serie 2: 4de in 6.59,38 herkansingen: 4de in 7.01,82 finale C: 5de in 7.03,01                                 |
| Juozas Bagdonas Einius Petkus Valdemaras Mačiulskis | twee-met (m)    | 9e        | serie 3: 2de in 7.04,41 herkansingen: 2de in 7.14,10 halve finale 2: 4de in 7.03,89 finale B: 5de in 7.04,98  |
|                                                     |                 |           | |
| Kristina Poplavskaja                                | skiff (v)       | 11e       | serie 2: 4de in 8.06,31 herkansingen: 3de in 8.01,31 halve finale 2: 6de in 8.05,15 finale B: 5de in 8.27,84  |
| Violeta Lastakauskaitė Violeta Bernotaitė           | twee-met (v)    | 10e       | serie 3: 4de in 8.04,77 herkansingen: 1ste in 7.52,47 halve finale 2: 4de in 7.30,54 finale B: 4de in 7.29,24 |

### Wielersport
| Olympiër           | Discipline                    | Resultaat | Prestatie                                                                                 |
| Baan               | Baan                          | Baan      | Baan                                                                                      |
| ------------------ | ----------------------------- | --------- | ----------------------------------------------------------------------------------------- |
| Rita Razmaitė      | sprint (m)                    | 9e        | kwalificatie: 8ste in 12,058 serie 1: 3de herkansingen: V van Gezamenlijk team Yenyukhina |
| Aiga Zagorska      | individuele achtervolging (m) | 9e        | kwalificatie: 13de in 3.52,450                                                            |
| Weg                |                               |           |                                                                                           |
| Saulius Šarkauskas | wegwedstrijd (m)              | 23e       | 4:35.56                                                                                   |
|                    |                               |           |                                                                                           |
| Daiva Čepelienė    | wegwedstrijd (m)              | 20e       | 2:05.03                                                                                   |
| Aiga Zagorska      | wegwedstrijd (m)              | 14e       | 2:05.03                                                                                   |
| Laima Zilporytė    | wegwedstrijd (m)              | 18e       | 2:05.03                                                                                   |

### Worstelen
| Olympiër             | Discipline     | Resultaat      | Prestatie                                                 |
| Grieks-Romeins       | Grieks-Romeins | Grieks-Romeins | Grieks-Romeins                                            |
| -------------------- | -------------- | -------------- | --------------------------------------------------------- |
| Remigijus Šukevičius | -57kg (m)      | 15e            | groep A: 8ste V van BUL Dimitrov: 2-4 V van USA Hall: 3-4 |

### Zeilen
| Olympiër                              | Discipline | Resultaat | Prestatie                          |
| ------------------------------------- | ---------- | --------- | ---------------------------------- |
| Valdas Balčiūnas Raimondas Šiugždinis | 470 (m)    | 32e       | 176 punten: (20-26-27-30-34-15-22) |

### Zwemmen
| Olympiër           | Discipline          | Resultaat | Prestatie                                    |
| ------------------ | ------------------- | --------- | -------------------------------------------- |
| Raimundas Mažuolis | 50m vrije slag (m)  | 10e       | serie 8: 2de in 22,77 finale B: 2de in 22,71 |
| Raimundas Mažuolis | 100m vrije slag (m) | 10e       | serie 9: 3de in 50,17 finale B: 2de in 50,13 |
| Nerijus Beiga      | 100m schoolslag (m) | 36e       | serie 8: 8ste in 1.05,17                     |
| Nerijus Beiga      | 200m schoolslag (m) | 31e       | serie 7: 8ste in 2.21,65                     |

Albanië · Algerije · Amerikaanse Maagdeneilanden · Amerikaans-Samoa · Andorra · Angola · Antigua en Barbuda · Argentinië · Aruba · Australië · Bahama's · Bahrein · Bangladesh · Barbados · België · Belize · Benin · Bermuda · Bhutan · Bolivia · Bosnië en Herzegovina · Botswana · Brazilië · Britse Maagdeneilanden · Bulgarije · Burkina Faso · Canada · Centraal-Afrikaanse Republiek · Chili · China · Chinees Taipei · Colombia · Congo-Brazzaville · Cookeilanden · Costa Rica · Cuba · Cyprus · Denemarken · Djibouti · Dominicaanse Republiek · Duitsland · Ecuador · Egypte · El Salvador · Equatoriaal-Guinea · Estland · Ethiopië · Fiji · Filipijnen · Finland · Frankrijk · Gabon · Gambia · Gezamenlijk team · Ghana · Grenada · Griekenland · Groot-Brittannië · Guam · Guatemala · Guinee · Guyana · Haïti · Honduras · Hongarije · Hongkong · Ierland · IJsland · India · Indonesië · Irak · Iran · Israël · Italië · Ivoorkust · Jamaica · Japan · Jemen · Jordanië · Kaaimaneilanden · Kameroen · Kenia · Koeweit · Kroatië · Laos · Lesotho · Letland · Libanon · Libië · Liechtenstein · Litouwen · Luxemburg · Madagaskar · Malawi · Malediven · Maleisië · Mali · Malta · Marokko · Mauritanië · Mauritius · Mexico · Monaco · Mongolië · Mozambique · Myanmar · Namibië · Nederland · Nederlandse Antillen · Nepal · Nicaragua · Nieuw-Zeeland · Niger · Nigeria · Noord-Korea · Noorwegen · Oeganda · Oman · Oostenrijk · Pakistan · Panama · Papoea-Nieuw-Guinea · Paraguay · Peru · Polen · Portugal · Puerto Rico · Qatar · Roemenië · Rwanda · Saint Vincent‑Grenadines · Salomonseilanden · Samoa · San Marino · Saoedi-Arabië · Senegal · Seychellen · Sierra Leone · Singapore · Slovenië · Soedan · Spanje · Sri Lanka · Suriname · Swaziland · Syrië · Tanzania · Thailand · Togo · Tonga · Trinidad en Tobago · Tsjaad · Tsjecho-Slowakije · Tunesië · Turkije · Uruguay · Vanuatu · Venezuela · Verenigde Arabische Emiraten · Verenigde Staten · Vietnam · Zaïre · Zambia · Zimbabwe · Zuid-Afrika · Zuid-Korea · Zweden · Zwitserland · Onafhankelijke olympische deelnemers